# موگیلیانه
موگیلیانه (به بلغاری: Mogilyane) یک منطقهٔ مسکونی در بلغارستان است که در شهرستان کیرکوفو واقع شده‌است.